# Chùa Cũ (Hựu Thành)
Chùa Cũ người bản địa thường gọi là Wat Song Chrova Chas (tiếng Khmer: វត្តសង់ច្រវាចាស់), tên gọi Pali là Pūgāmarika Kalaparikārāma phiêm âm tiếng Khmer: វត្តបូគាមឫក្សកល្បព្រឹក្ស (សង់ច្រវាចាស់). Từ "Wat" trong tiếng Khmer nghĩa là "chùa", từ “Song" nghĩa là “dựng", từ “Chrova" nghĩa là "cây dầm" là dụng cụ dùng để bơi ghe xuồng trên sông nước miền Tây. Sở dĩ người dân gọi tên như vậy là vì khi xưa vùng đất này thường có nhiều thương thuyền các nơi khác dừng chân nơi đây nghỉ ngơi, dựng trại che mưa nặng bằng cây dầm. Thỉnh thoảng có nhiều tu sĩ đến đây làm lễ nghi tôn giáo. Cứ như vậy ngày qua tháng lại, cảnh tượng dựng trại bằng dầm thường xuyên xảy ra nên người dân địa phương gọi nơi đây là phum srok Song Chrova, từ "Chas" trong tiếng Khmer nghĩa là "Cũ". Tên gọi chùa Song Chrova do chùa nằm trong phum srok Song Chrova nên tên địa danh này được lấy làm tên chùa. Riêng tên tiếng Việt nói trệch mất âm gốc là chùa "Song Chrova Chas" thành chùa "Trà Ngoa Cũ" gọi tắt "Chùa Cũ" là tên mới xuất hiện sau này, khi trong vùng thành lập thêm một ngôi chùa nữa. Vì vậy chùa Song Chrova trở thành chùa cũ so với chùa mới thành lập nên cư dân cứ gọi cho dễ phân biệt là chùa Cũ, nghĩa là chùa có trước ngôi chùa mới thành lập.
Trong không khí mát mẻ đầy bóng cây sao trên diện tích 50.000 mét vuông, thông mát nằm cạnh bờ Rạch Trà Ngoa phía Nam và tuyến đường từ xã Trà Côn đến ngã ba Vĩnh Xuân và Hựu Thành (Thầy Phó). Ngôi chùa được thành lập từ thế kỷ XVI với nhiều câu chuyện bi hùng, nhất là những dấu vết chiến tranh tàn phá vẫn còn in đậm chốn tôn nghiêm.

## Lịch sử, kiến trúc
Chùa Cũ là một ngôi chùa Khmer có kiến trúc hòa trộn giữa hai nền văn hóa Việt Nam - Campuchia, được xây dựng vào khoảng năm 1548, hiện tọa lạc cạnh bờ Rạch Trà Ngoa phía Nam gần ngã ba Trà Sơn, đường 907, ấp Trà Sơn – xã Hựu Thành - huyện Trà Ôn - tỉnh Vĩnh Long.
Tương truyền trong thời kỳ chống Mỹ, nhiều cán bộ cách mạng vào đây nương náu để hoạt động và được chùa lẫn phật tử người Khmer chở che đùm bọc. Điều rất lạ là dù địch phát hiện, nhiều lần càn quét, lục soát liên tục ngày đêm nhưng không hề phát hiện cơ sở cách mạng. Nhiều người cho rằng đức Phật đã ban xuống những tấm vách vô hình che chở nơi trú ẩn cho Việt Cộng. Cạnh đó cứ sao mỗi lần càn quét, lục soát là chúng bị mắc một loại bệnh "lạ" không tìm ra nguyên nhân dẫn đến tử vong nên chúng rất ngán ngại, hạn chế việc bố ráp, nhờ vậy cơ sở cách mạng có điều kiện hoạt động tốt.
Khoảng năm 1945, các chiến sĩ cách mạng thường xuyên lui tới hoạt động bí mật tại chùa được cố Hòa thượng trụ trì Thạch Ngọc Xinh che chở, nuôi giấu. Khi giặc Pháp muốn lấy chùa làm đồn bót nhiều người cao tuổi đấu tranh chống lại với sự ủng hộ của hàng trăm tăng sinh và phật tử quanh vùng. Ban đầu chúng tổ chức đàn áp nhưng sau đó nhượng bộ dần và lùi bước không xâm hại đến chùa...".
Theo lời kể nhiều cán bộ cách mạng cao cấp của Tây Nam bộ, trong thời kỳ kháng chiến chống Mỹ, giai đoạn 1960-1964, chùa Cũ là cơ sở hoạt động cách mạng rất hiệu quả, vận động tốt phong trào đấu tranh chống gom dân lập ấp chiến lược, chống bắt thanh niên đi lính, chống đóng đồn bót gần chùa. Có lần khi đang hoạt động thì giặc đến, nhiều đồng chí trèo lên la phông chánh điện để ẩn nấp và được bảo vệ an toàn. Năm 1970, bọn lính Ngụy có ý đồ lấy chùa làm đồn, ép buộc các vị sư hoàn tục để đi lính. Ban quản trị cùng phật tử đấu tranh nhiều ngày liền làm thất bại ý đồ của chúng.
Sau ngày miền Nam hoàn toàn giải phóng, chùa Cũ vẫn giữ vai trò trung tâm tín ngưỡng của bà con dân tộc Khmer xã Hựu Thành; đồng thời cũng là nơi tổ chức các lễ hội cộng đồng, thể hiện tình đoàn kết giữa hai dân tộc Kinh – Khmer cùng sinh sống, cùng đấu tranh chống kẻ thù chung và cùng nhau xây dựng phát triển kinh tế, xã hội. 
Ngôi chùa nầy hiện có các công trình kiến trúc gồm: chánh điện, trường phật học, tăng xá, nhà bếp, trai đường, tháp, cột cờ, lò hỏa táng. Các công trình kiến trúc này được xây dựng bằng bê tông, mái lợp ngói và đã được trùng tu rất nhiều lần đáp ứng như cầu tâm linh tín ngưỡng của phật tử quanh vùng.
Chùa Cũ không chỉ là nơi chư tăng tu học mà còn là cơ sở cách mạng của xã Hựu Thành, là nơi hội họp, tổ chức các cuộc mít-tinh và còn là nơi nuôi cán bộ cách mạng trong hai cuộc kháng chiến chống Pháp và Mỹ. Chùa được nhà nước tặng ghe Ngo, là trung tâm đại diện cho 6 chùa Phật giáo Nam tông Khmer huyện Trà Ôn về loại hình văn hóa ghe Ngo. Chùa Cũ còn là nơi tổ chức các hoạt động văn hóa, thể dục, thể thao, các trò chơi truyền thống vào các dịp lễ tết như Chol Chnam Thmay, Pchum Ben,  Ok Om Bok,...
Có dịp về thăm chùa Cũ, du khách sẽ bắt gặp không khí tĩnh lặng uy thiêng của những ngôi tháp, chánh điện và các công trình khác trong bóng mát thâm u của hàng trăm cây sao hàng trăm năm tuổi, nghe kể chuyện đánh Tây, chống Mỹ trong tiếng nhạc Ngũ âm đang rộn rã đón mời.

## Di tích lịch sử cấp Tỉnh
Ngày 16 tháng 10 năm 2014, Sở văn hóa, thể thao và du lịch tỉnh Vĩnh Long đã quyết định số 1530/QĐ-UBND công nhận Chùa Cũ là di tích lịch sử cấp Tỉnh thuộc loại hình di tích Cách mạng, đây là di tích lịch sử  cấp tỉnh thứ 35 của tỉnh Vĩnh Long.

## Hình ảnh
- Ngôi chánh điện
- Ngôi Tăng xá
- Trước trai đường
- Trước ngôi chánh điện
- Trường dạy tiếng Pali - Khmer
- Phật tọa ngoài trời
- Bên trong chánh điện
- Cổng tam quan
- Ngôi bảo tháp
- Cột cờ trước chánh điện

## Thế hệ Trụ trì
Các vị trụ trì chùa Khmer là do vị trụ trì đời trước chỉ định vị kế nhiệm hoặc do Ban Quản trị của chùa bầu chọn rồi sau đó trình lên cấp lãnh đạo Giáo hội xác nhận. Hầu như các chùa đều trải qua rất nhiều đời trụ trì nhưng vì quá lâu nên các vị kế thừa đời sau không nhớ hết danh tánh các vị trụ trì đời trước. Có thể do không có ghi chép sử liệu hoặc có ghi chép nhưng do bị mụt nát hư hoại theo thời gian. Phần lớn các sử liệu chùa chỉ nhớ bằng khẩu truyền từ đời này qua đời khác.
Sau đây là 13 đời trụ trì được ghi nhớ trong quá khứ gồm: 

1- Sư cả Thạch Mưng (1688 –1768) 

2- Sư cả Thạch Lồ (1789 – 1873) 

3- Sư cả Thạch Vui (1903 – 1923) 

4- Sư cả Thạch Ngọc Xinh (1923 –1955) 

5- Sư cả Thạch Hiền (1955 – 1956) 

6- Sư cả Thạch Ngọc Xinh (1956 – 1963) 

7- Sư cả Thạch Xua (1963-1964) 

8- Sư cả Thạch Huệ (1964 – 1982) 

9- Sư cả Thạch Long (1982 – 1986) 

10- Sư cả Thạch Than (1986 – 1988) 

11- Sư  cả Thạch Chuon (1988 – 1993) 

12- Sư cả Thạch Hiệp (1993 – 2011) 

13- Sư cả Thạch Đom Ra (2012 - đến nay)

## Sinh hoạt thường nhật
1. Ẩm thực:
Chư Tăng Nam truyền chỉ dùng ngọ (dùng ngày một buổi, không ăn sau 12 giờ trưa), thường sáng ăn cháo, trưa dùng ngọ (bữa cơm chính trong ngày). Điểm chú ý trong truyền thống Phật giáo Nam truyền là chư Tăng không ăn chay thuần túy như Phật giáo Bắc truyền, mà đuợc phép dùng mặn theo luật Tam tịnh nhục. Nghĩa là thực phẩm mặn phải hợp thời, không thấy, không nghi và không nghe (thấy) sinh vật bị giết vì mình. Luật Tam tịnh nhục được ghi chép trong Luật tạng Nam truyền. Đa số những quốc gia tu theo truyền thống Nam truyền cũng thực hành luật Tam tịnh nhục này.
2. Khất thực:
Ở nững nước Phật giáo Nguyên thủy, rất nhiều người xếp hàng ven đường vào buổi sáng để được cúng thức ăn cho các Tăng, Ni để tạo công đức và giúp tâm thanh tịnh. Khất thực là một sinh hoạt thường nhật của tăng đoàn thời đức Phật. Đó là một cách hành trì, một hạnh nguyện của các vị xuất gia theo Phật giáo nam truyền (nguyên thủy). Khất thực là phương cách có thể đem lại nhiều lợi lạc thiết thực cho vị tu sĩ cũng như Phật tử cúng dường; là cách truyền bá và duy trì Phật pháp hiệu quả thông qua hình ảnh tăng đoàn hành khất.

## Lễ hội truyền thống
- Lễ hội Chol Chnam Thmey được cử hành trong 03 ngày (13- 15/4 dương lịch).
- Lễ hội Cầu an đầu năm cho Phum, Sóc được cử hành từ 01-03 ngày, sau ngày lễ Chol Chnam Thmey (15-30/4 dương lịch).
- Lễ hội Sen Dolta được cử hành trong 03 ngày (từ 29/8 - 1/9 âm lịch).
- Lễ hội Ok Om Bok, còn gọi là lễ Cúng Trăng và lễ đua Ghe Ngo được cử hành trong 03 ngày (14,15,16/10 âm lịch).

## Lễ hội Phật giáo
1. Rằm tháng Giêng (Māgha Pūjā) diễn ra vào ngày 15 tháng 01 âm lịch hàng năm:
- Đây là ngày tụ hội của 1250 vị thánh tăng, trong số đó 1000 vị thuộc nhóm Jatila tức là nhóm đạo sĩ tóc bính và 250 vị kia thuộc nhóm Aggasavaka là đệ tử của ngài Xá -Lợi - Phất và ngài Mục – Kiền - Liên tại thành Vương Xá, mà không hề có sự triệu tập hay bất cứ dự tính nào trước.
- Ngày này cũng chính là ngày đức Phật tròn đủ 80 tuổi và Ngài hứa với ma Vương đúng 03 tháng nữa Ngài sẽ nhập diệt, nhân dịp này Ngài thuyết giảng bài kinh Ovāda Pātimokha với sự nhắn nhủ của Đấng Từ Phụ:

"Sabbapàpassa akaranam 

Kusalassa upasampadà,

Sacittapariyodapanam,

Etam buddhàna sàsanam".

"Không làm mọi điều ác,

Thành tựu các hạnh lành,

Tâm ý giữ trong sạch,

Chính lời chư Phật dạy."
2. Lễ Phật Đản (Vesākha Pūjā) diễn ra vào ngày 15 tháng 04 âm lịch hàng năm:
Kỷ niệm 03 sự kiện trọng đại của Đức Phật Gotama:
- Ngày rằm tháng tư cách nay 2.630 năm, tại khu rừng Lumbinī (nay thuộc xứ Nepal), khoảng giữa kinh thành Kapilavatthu và kinh thành Devadaha, Đức Bồ Tát Thái tử Siddhattha đản sinh kiếp chót từ lòng bà chánh cung Hoàng hậu Mahāmayadevī của Đức vua Suddhodana thuộc dòng dõi Sakya.
- Canh chót đêm rằm tháng tư cách nay 2.595 năm, tại Đại cội Bồ Đề trong khu rừng Uruvela (nay gọi Bodh Gaya xứ Ấn Độ), tỉnh Senanigama, Đức Bồ Tát Siddhattha chứng đắc thành Đức Phật Chánh Đẳng Giác có danh hiệu Đức Phật Gotama.
- Canh chót đêm rằm tháng tư cách nay 2.550 năm, tại khu rừng Sālā xứ Kusinārā (xứ Ấn Độ), Đức Phật Gotama tịch diệt Niết Bàn, chấm dứt tử sinh luân hồi trong ba giới bốn loài.

Đó là 03 sự kiện trọng đại, tuy khoảng cách thời gian khác nhau, nhưng xảy ra đều trùng hợp vào đêm rằm tháng tư, đúng theo ý nguyện của Đức Phật Gotama. Cho nên, tất cả mọi người phật tử từ những bậc xuất gia đến các hàng tại gia cư sĩ trên toàn thế giới, đều lấy đêm rằm tháng tư, làm ngày lễ cúng dường Đức Phật, gọi là: "Vesākha Pūjā".
3. Lễ nhập hạ Vũ kỳ An cư (Vassavāsa): 
- Truyền thống Phật giáo Nam Tông bắt đầu nhập hạ Vũ Kỳ An Cư (Vassavāsa) từ ngày 16 tháng 06 (tháng Āsālha) và kết thúc vào ngày 15 tháng 09 (tháng Āssina). Nếu an cư được bắt đầu vào ngày 16 tháng 06 âm lịch thì gọi là Tiền an cư (Purimikavassà). Còn nếu như có duyên sự không thực hiện Tiền An Cư được mà phải dời lại một tháng sau, tức bắt đầu từ ngày 16 tháng 07 âm lịch và kết thúc vào ngày 15 tháng 10 âm lịch thì gọi là Hậu An Cư (Pacchimikāvassā). Và số mùa an cư mà một vị Tỷ kheo đã trải qua được dùng để tính hạ lạp, tức tuổi đạo. Ngoài ra còn một số quy định cụ thể về pháp an cư (như cư trú phù hợp, phòng xá,...) được ghi lại rõ trong luật tạng.
- Truyền thống Phật giáo Bắc Tông thường gọi là ‘An cư kiết hạ’, tức kiết túc an cư trong ba tháng hạ. Sau rằm tháng 04 âm lịch Chư Tăng bắt đầu kiết túc an cư, cho đến hết ngày rằm tháng 07 âm lịch, làm lễ tự tứ và giải hạ kết thúc mùa an cư. Điều này thể hiện tính linh hoạt, tùy duyên trong Phật giáo. Tùy theo thổ nhưỡng, thời tiết, khí hậu và điều kiện để tiến hành an cư. Thời gian có sự sai khác nhưng nội dung và ý nghĩa an cư thì giống nhau.

4. Lễ dâng y Kathina diễn ra trong 29 ngày, kể từ ngày 16-9 đến ngày 15-10 âm lịch:
- Đây là lễ hội hàng năm duy nhất của Phật giáo có từ thời Đức Phật còn tại thế. Đối với những người dân theo Phật giáo Nguyên thủy, đại lễ dâng y kathina mang một ý nghĩa hết sức to lớn, vừa thể hiện thiện tâm của người phật tử đối với việc hộ trì tăng đoàn, vừa tạo nên niềm vui lớn trong mùa lễ hội cho người phật tử tại gia, đồng thời đại lễ dâng y cũng còn nhắc nhở cho tứ chúng, cả hàng phật tử xuất gia và tại gia, luôn nhớ về và trân trọng tấm lòng của đàn tín.
- Lễ dâng y Kathina được tổ chức sau 03 tháng an cư kiết hạ và trước ngày lễ Ok Om Bok cổ truyền Khmer. Theo truyền thống của Phật giáo Nam tông Khmer, các chùa sẽ ấn định một ngày cụ thể rồi thông báo cho Phật tử trong phum sóc biết để tiến hành ngày làm lễ dâng y Kathina.

5. Lễ cúng dường trai Tăng:
- Cúng dường trai Tăng là cúng dường cho một người tu hoặc ta giúp cho họ tu hành. Đó là công đức hộ pháp. Nếu người đó có một giây phút thanh tịnh, thì giây phút đó sẽ được chia sẻ với người đã cúng dường cho họ. Ngày xưa ta cúng dường cho tất cả mọi người, không phải chỉ riêng đức Phât. Nếu đức Phật có 1000 người, ta cúng 1000 người, nếu 1500 thì cúng 1500 người. Phước đức đó không thể tưởng tượng được.
- Nhiều khi ta không tu được, nhưng ta lại làm cho người khác tu được, giúp cho người ta tu bằng cách, ví dụ, giúp họ một bữa ăn. Ngày xưa đức Phật rất tán thán việc làm này. Ngày nói "công đức cúng dường phần ăn là vô lượng vô biên; phước đức đó là vô lượng vô biên". Một người có thể nhờ phần ăn đó mà đắc định, hoặc tu được một giây phút nhỏ thanh tịnh. Chỉ một giây phút nhỏ đó thôi mà được thanh tịnh, tức là vô lượng vô biên. Thời gian đó không thể tính đếm được. Giây phút thanh tịnh đó sẽ khiến ta vĩnh viễn nhớ mãi kinh nghiệm được gọi là giác ngộ. Cho nên việc giúp người ta tu rất quan trọng.

## Nghệ thuật, văn hóa
- Ngày 11 tháng 10 năm 2018: Tổ chức liên hoan nghệ thuật quần chúng Khmer huyện Trà Ôn.[8]